# Seton I. Miller
Seton Ingersoll Miller (Chehalis, 3 de mayo de 1902-Woodland Hills, 29 de marzo de 1974) fue un guionista y productor de cine estadounidense. Durante su carrera, trabajó con varios directores de cine como Howard Hawks y Michael Curtiz.
En 1931 estuvo nominado al Óscar al mejor guion adaptado junto a Fred Niblo Jr. por su trabajo en The criminal code de Howard Hawks; mientras que en la ceremonia de 1942 se alzó como ganador en la misma categoría junto a Sidney Buchman por El difunto protesta de 1941.